# PREservation Metadata: Implementation Strategies (保存メタデータ)
Preservation Metadata: Implementation Strategies (PREMIS) はデジタル保存に関するメタデータのデファクト標準である。
デジタル保存メタデータとは、デジタルオブジェクトの長期的な利用可能性を保証するために必要な情報を定義するもので、それにより、将来も何らかの形で対象オブジェクトへアクセスできるようになる。デジタル保存メタデータは、情報オブジェクトが長期にわたり保管・管理される場所であるリポジトリにとって特に重要である。単に（記録媒体など、デジタルデータを格納する）キャリア上でデジタルオブジェクトを保管するだけでは、それらを利用し続けられるとはいいがたい。デジタルオブジェクトは、偶発的または意図的な損傷が生じないように、また、（必要時にオブジェクトの内容が確認できなければならない以上）適切なコンピュータ環境が整備可能なように、リポジトで管理されなければならない。
情報オブジェクトには記述メタデータがつけられる。これは、あるデジタルオブジェクトを発見し、そのオブジェクトにアクセスし、そのオブジェクトであることを特定するために用いられうる、対象オブジェクトに関する情報のことをいう。しかしこのメタデータだけでは、長期的にデジタルオブジェクトを保存するには十分でない。たとえば、デジタルオブジェクトのファイルフォーマットが旧式化し、未来のソフトウェアアプリケーションでは利用できなくなってしまう可能性がある。そうした場合、古いフォーマットを新しいフォーマットに変換するか（マイグレーション）、新しい技術でオリジナルの体験を再現するか（エミュレーション）、いずれかの対応が必要となるだろう。どちらの戦略でも、たとえば、もとのファイルに関する技術的なメタデータ、それらが動作した古いハードウェアおよびソフトウェアに関する情報、そのデジタルオブジェクトにどのような変更を加えてきたかという経緯を示す情報、などの補足情報が必要となるだろう。これらはすべて保存メタデータの一種である。したがって保存メタデータは、デジタル資源の長期的な利用可能性を保証しようとする活動を支えるものとなる。
2000年初頭、増え続けるデジタル資源の長期保存を保証するためには、コミュニティで共有されるメタデータ標準が必要であることが明確になってきた。主要な保存機関やリポジトリの専門家らが協力してそうした標準を策定した結果、保存メタデータのためのPREMISデータ辞書 (PREMIS Data Dictionary for Preservation Metadata) が生まれ、これは、多くの保存リポジトリで必要な核となるメタデータを定義するデファクト標準とみなされるようになった。
この標準を採用することは、実践的なコミュニティを醸成することにつながるため重要である。実務家らが他機関の知見から学びやすくなり、自分らの事業で重要なメタデータをうっかり見落としてまうといった事態も防げるだろう。また、メタデータ作成・管理用の支援ツールの開発を可能にするだろうし、組織間での情報交換もより容易になることが期待される。

## 歴史
PREMIS作業部会は、図書館情報サービス事業を展開する非営利機関 OCLCと北米の研究図書館グループ (Research Libraries Group: RLG) による支援のもと着手されていた保存メタデータフレームワーク (PMF) 作業部会の発展形として設立されたものである。経緯を簡単にたどる。まず2001年から2002年にかけて、PMF作業部会では、保存されるデジタルオブジェクトに関連づけられるべき情報の種類が整理された。この報告書「デジタルオブジェクトの保存を支えるメタデータフレームワーク」では、プロトタイプとなるメタデータ要素のリストが提案された。この段階では、それら要素候補は実装できず、追加作業が必要であった。2003年、PMF部会の成果をPREMIS作業部会が引き継ぐことにになる。PREMIS作業部会には、保存されるデジタルオブジェクトの核となるメタデータのデータ辞書を開発すること、保存システム内でメタデータを作成・管理・利用するうえでのガイドラインやベストプラクティスを示すことが求められた。PREMISには、「実装に依存せず、実用的で、多くの保存リポジトリで必要とされそうな意味単位のセットを定義することが課せられた」。
この作業部会は、文化機関、政府、民間部門の代表者30名以上からなる多国籍のメンバーで構成された。まず、保存リポジトリが実際に保存メタデータをどのように実装することになるかを理解することが目指された。デジタル保存に積極的または関心があると思われる70機関に対して調査が実施された。2004年12月に当部会は報告書「デジタル資料のために保存リポジトリを実装する：文化遺産コミュニティにおける現状と新たな動向」を公開している。
先のPMFによるフレームワークとPREMISデータ辞書はどちらも Open Archival Information System (OAIS) 参照モデルをベースにしている。OAISの情報モデルでは、保存対象となるオブジェクトについて、情報オブジェクトおよび情報パッケージという用語体系による概念基盤が整理されているとともに、それらに関連したメタデータの構造が示されている。PMFフレームワークは、保存メタデータを、その概念構造に深く詳細にマッピングすることで、OAISを精緻化したものとみなすことができる。一方のPREMISデータ辞書は、PMFフレームワークを実装可能な意味単位セットに翻訳したものととらえることができる。このデータ辞書とOAISでは用語の使い方が異なる場合があり、用語集にその旨が記載されている。そうした相違点があるのは、おおむね、概念モデルを実装レベルに移すことが期待されている以上、PREMISの意味単位がOAISの定義よりも具体的なものでなければならないという事情を反映している。
2005年5月、PREMISは「保存メタデータのデータ辞書：PREMIS作業部会の最終報告書」を公表した。この237ページからなる報告書には次の内容が含まれている。PREMISデータ辞書 1.0（デジタルアーカイビングシステムに保存メタデータを実装するための包括的で実用的な情報源となるもの）、付属レポート（背景、データモデル、前提に関する解説）、用語集や使用例など、データ辞書の使用をサポートするために開発されたXMLスキーマのセット。
PREMISの最新バージョン3.0は2015年6月に公表された。

## バージョン
| データ辞書のバージョン     | 公表日        | 語彙のバージョン | 公表日 (語彙) | XML名前空間                       | 補足                         |
| -------------------------- | ------------- | ---------------- | ------------- | --------------------------------- | ---------------------------- |
| 1.0                        | 2005年5月17日 |                  |               |                                   |                              |
| 1.1                        | 2005年9月27日 |                  |               |                                   |                              |
| 2.2                        | 2012年7月     | 2.2              | 2013年6月6日  | http://www.loc.gov/premis/rdf/v1# | 語彙は v2.2 だが xmlns は v1 |
| 2.3                        | 2014年8月4日  |                  |               |                                   |                              |
| 3.0                        | 2016年1月18日 | 3.0              | 2013年7月     | http://www.loc.gov/premis/rdf/v3/ |                              |
| サポート終了現行バージョン |               |                  |               |                                   |                              |

## 実体
PREMISデータモデルは次の相互に関連した実体から構成されている。
1. オブジェクト（3つのサブタイプに細分）
2. イベント
3. エージェント
4. 権利

データ辞書内の各意味単位 (semantic unit) はこれらの領域のいずれかに分類される。
オブジェクトの一種に知的オブジェクトという実体がある。書籍やデータベースなど、離散的で一貫した知的単位を構成するコンテンツの集合である。知的オブジェクトは、他の知的実体を含む複合オブジェクトの場合もあれば、複数の表現形式をもつ場合もありうる。記述メタデータは通常、このレベルに適用される。競合するスキーマは多々あることから、PREMIS作業部会では記述的な意味単位について定義していない。同部会では、外部スキーマで利用可能な「拡張コンテナ（関連する意味単位のグループをまとめるもの）」による相互運用性を認めている。
データ辞書に列挙されている意味単位の大半は、オブジェクトとイベントの実体に関連し、前者はさらに「ファイル」「ビット列」「表現」という3つのサブタイプに分けられている。「ファイル」とは多くのエンドユーザが慣れ親しんでいるレベルのもので、「オペレーティングシステムにより認識される、名前がつけられ、体系化されたバイト列のこと」である。ファイルにはさまざまなファイルシステム属性が含まれており、オペレーティングシステムが理解できるように処理されている。またファイルには「ビット列」が含まれる。ビット列とは「保存目的上、意味のある共通の特性をもつ、ファイル内の連続ないし不連続データ」のことを指す。「表現」は、ある意味でこのモデルの「最上位レベル」に位置づけられる。なぜなら、知的実体の構造および内容を適切に表示・生成するために複数ファイルを包含する場合があるためだ。すべてのリポジトリが表現の保存を重要視するわけではなく、リポジトリの目的や、キュレーション機関が実体の「本質的なデジタル価値」とも考えられるものを保存する必要性があるかどうかということに依存する。さらに知的実体は、リポジトリ内で複数の表現をもつ可能性がある。「イベント」は、それがオブジェクトに影響を与える行為なのであれば、あるいは、エージェント（「イベント......もしくはオブジェクトに付随する権利と関連した......人、組織、ないしソフトウェア」）がそのオブジェクトと関係しているのであれば、オブジェクトと相互に関連していることになる。
最後に、「権利」という実体も含められているが、これは著作権やライセンスという法的要件に対する意識・関心の高まりに対応するものである。また、許容される特定の行為に関する情報も含まれる。たとえば、意味単位の 4.1.7.1 ではレプリケーションやマイグレーションなどの「保存リポジトリが行ってもよい行為」が示されている。

## データ辞書
PREMISデータ辞書の項目には12の属性フィールドが示されているが、（他のメタデータスキーマでは「要素」に相当する）意味単位のなかには一部の属性を含まないものもある。意味単位の「名称」および「定義」のほか、その意味単位が必要となる「理由」、使用上の「留意点」、「記述例」などのフィールドがあげられる。また「オブジェクトの種類」のほか、オブジェクトの種類（ファイル、ビット列、表現）に応じてそれぞれ定義される、「適用可否」（対象となるオブジェクトに適用可能なものかどうか、「繰り返し可否（繰り返し使用可能かどうか）、「必須／任意の別」、というフィールドもある。この辞書は階層的で、一部の意味単位は他の意味単位のなかに含まれる。たとえば、1.3 preservationLevel には、1.3.1 preservationLevelValue や 1.3.2 preservationLevelRole といった4つの要素が含まれている。

## 参照項目
- 機関リポジトリ
- デジタルアーカイブ
- デジタル保存
- 電子図書館
- メタデータ
- Open Archival Information System